# Método de clasificación del enlace covalente
El método de clasificación de enlaces covalentes (CBC, por sus siglas en inglés) también conocido como notación LXZ, publicado por Malcom L. H. Green en 1995, pretende describir enlaces covalentes como complejos organometálicos sin las limitaciones derivadas de la definición del estado de oxidación. El método de clasificación de enlaces covalentes analiza la naturaleza de los ligandos que rodean el átomo de interés en lugar de asignar simplemente una carga (estado de oxidación) a un átomo dentro de la molécula. Según este método, las interacciones que permiten la coordinación del ligando se clasifican en función de si dona dos, uno o cero electrones. Estos tres tipos de ligandos se representan con respecto a los símbolos L, X y Z.

## Tipos de ligandos
Los ligandos de tipo X son aquellos que donan un electrón al metal y aceptan un electrón del metal cuando se usa el método de conteo de electrones del ligando neutro, o bien, cuando donan dos electrones de metal al utilizar el método del par donante para el conteo de electrones. Independientemente de si se consideran neutros o aniónicos, estos ligandos forman enlaces covalentes normales. Algunos ejemplos de estos ligandos son H, los halógenos (Cl, Br, F, etc.), OH, CN, CH3, y NO (doblado).
Los ligandos de tipo L son ligandos neutrales que donan dos electrones al centro del metal, aun cuando son independientes del método de conteo de electrones que se utilice. Estos electrones pueden provenir de un par solitario, donador pi o sigma (σ). Los enlaces que se forman entre estos ligandos y metales son enlaces covalentes dativos, los cuales también se conocen como enlaces de coordinación. Algunos ejemplos de este tipo de ligando incluyen CO, PR3, NH3, H2O, carbenos (=CRR") y alquenos.
Los ligandos de tipo Z son aquellos que aceptan dos electrones del centro metálico, a diferencia de la donación que sucede con los otros dos tipos de ligandos. Sin embargo, también estos ligandos forman enlaces covalentes dativos como los del tipo L.Este tipo de ligando no se suele usar, puesto que en ciertas situaciones puede ser escrito en términos de L y X. Por ejemplo, si un ligando Z va acompañado de un ligando L, se puede escribir como X2. Ejemplos de estos ligandos son ácidos de Lewis, como el BR3.

## Usos de la notación
El complejo se puede escribir de forma más simplificada cuando se da un complejo metálico y las tendencias para los tipos de ligando con la forma [MLlXxZz]Q±. Los subíndices representan los números de cada tipo de ligando presente en este complejo, M es el centro metálico y Q es la carga general del complejo. Algunos ejemplos de esta notación general del complejo son los siguientes:
| Fórmula condensada        | Notación LXZ |
| ------------------------- | ------------ |
| [Mn(CO)6]+                | [ML6]+       |
| [Ir(CO)(PPh3)2(Cl)(NO)]2+ | [ML3X2]2+    |
| [Fe(CO)2(CN)4]2−          | [ML2X4]2−    |

Asimismo, a partir de esta forma general, se pueden calcular los valores para el conteo de electrones, el estado de oxidación, el número de coordinación, el número de electrones en el orbital d, el número de valencia y el número de enlace del ligando.
 

            Conteo de electrones = ⁠{\displaystyle N+x+2l-Q}⁠

                        Donde N es el número de grupo del metal.

            Estado de oxidación (EO) = ⁠{\displaystyle x+Q}⁠

            Número de coordinación (NC) = ⁠{\displaystyle x+l}⁠

            Número de electrones en el orbital d  (dn) = ⁠{\displaystyle N-OS}⁠

                                       = ⁠{\displaystyle N-(x+Q)}⁠

            Número de Valencia (NV) = ⁠{\displaystyle x+2z}⁠

            Número de enlace del ligando (LBN) = ⁠{\displaystyle l+x+z}⁠

### Otros usos
Esta plantilla para escribir un complejo metálico también permite comparar de mejor forma las moléculas con cargas diferentes. Es probable que ocurra cuando la asignación se reduce a su “clase neutra equivalente”. La clase neutra natural es la clasificación del complejo si la carga se localiza en el ligando y no en el centro metálico. En otras palabras, la clase neutra natural es la representación del complejo si no hubiera carga.